# Cosmococcus mimusopis
Cosmococcus mimusopis är en insektsart som först beskrevs av Green 1922.  Cosmococcus mimusopis ingår i släktet Cosmococcus och familjen Lecanodiaspididae.
Artens utbredningsområde är Sri Lanka. Inga underarter finns listade i Catalogue of Life.